# 斯特凡诺·奥波
斯特凡诺·奥波（義大利語：Stefano Oppo，1994年9月12日—），意大利男子赛艇运动员。他曾代表意大利参加2016年和2020年夏季奥林匹克运动会赛艇比赛，其中2020年奥运会获得一枚铜牌。